# Dick Savitt
Richard "Dick" Savitt, född 4 mars 1927 i Bayonne, New Jersey, död 6 januari 2023 på Manhattan i New York, var en amerikansk tennisspelare. Savitt var 1951–57 en av världens främsta amatörspelare - han rankades 1951 som nummer två. Under sin aktiva karriär vann han två singeltitlar i Grand Slam (GS)-turneringar, och amerikanska inomhusmästerskapen tre gånger.

## Tenniskarriären
Dick Savitt nådde 1951 sina största framgångar som tennisspelare vid tjugofyra års ålder. Han inledde året med singelseger i Australiska mästerskapen. I finalen besegrade han den australiske spelaren Ken McGregor (6-3, 2-6, 6-3, 6-1). I Franska mästerskapen blev han visserligen utslagen i kvartsfinalen av den tjeckiske spelaren Jaroslav Drobný, men senare på sommaren nådde han finalen i Wimbledonmästerskapen. Där mötte han åter Ken McGregor som han nu besegrade med klara 6-4, 6-4, 6-4, vilket innebar att han vid sitt första försök vann singeltiteln där. I september 1951 nådde han semifinalen i Amerikanska mästerskapen, men förlorade den mot landsmannen Vic Seixas. 
År 1952 var han inte lika framgångsrik, men nådde ända kvartsfinal eller semifinal i alla GS-turneringar utom Franska mästerskapen. Han lyckadeds dock inte ta någon GS-titel.  
Dick Savitt spelade 1951 tre matcher i det amerikanska Davis Cup-laget. Mötena gällde Japan och Kanada, och han vann alla tre matcherna. Savitt förväntades av alla, som den tveklöst främste amerikanske spelaren, representera USA (som var titelförsvarare) i Challenge Round mot det utmanande australiska laget. Av fortfarande oklara skäl blev han, trots sina två GS-segrar samma år, ställd utanför laget till förmån för Ted Schroeder efter beslut av lagkaptenen Frank Shields. USA förlorade utan Savitt cup-titeln. 
Händelsen ledde till att Savitt, frustrerad och bitter, bröt med DC-ledningen och också beslöt sig för att upphöra med tävlingstennis. Han fortsatte visserligen spela även 1952, men gjorde därefter uppehåll 1953-56. Övertalningsförsök att förmå Savitt att åter ställa upp för sitt land i DC-sammanhang fortsatte därefter under hela 1950-talet, men misslyckades. Sina sista titlar vann han efter sin comeback 1957 och 1961, de sista var amerikanska inomhusmästerskapet och Israeliska mästerskapen.

## Spelaren och personen
Dick Savitt var född i en judisk familj i New Jersey. Han var tidigt intresserad av idrott och började spela tennis som 14-åring. Hans huvudintressen inom idrotten var dock basket och baseboll som han utövade med stor framgång i ungdomen. År 1946 fick han ett så kallat "basketboll-stipendium" vid Cornell University i New York och spelade för deras idrottsförening Cornell Big Red. Han graduerades också därifrån, men en skada tvingade honom att sluta med basketboll. I stället återupptog han tennisen, och nådde mycket snart framgångar, trots att han aldrig någonsin instruerades av tränare. 
Savitt var en storväxt, atletisk person. Hans tennisspel var kraftfullt och han slog sina grundslag, även på backhandsidan med överskruv (topspin). Han spelade med stor säkerhet och gjorde få misstag. Han var främst baslinjespelare, och trots att hans speltaktik därmed var sådan som är utmärkande för grusspelare, nådde han sina största framgångar på snabba underlag som gräs (Australiska öppna och Wimbledon). Där kunde han med sina hårda precisa passeringar utmanövrera attackerande motståndare. 
År 1981 vann han tillsammans med sin son Robert tennisturneringen "United States Father and Son Championships".
Dick Savitt upptogs 1976 i International Tennis Hall of Fame och 1979 i International Jewish Sports Hall of Fame.

## Grand Slam-titlar
- Australiska mästerskapen
  - Singel - 1951
- Wimbledonmästerskapen
  - Singel - 1951